# Connarus winkleri
Connarus winkleri är en tvåhjärtbladig växtart. Connarus winkleri ingår i släktet Connarus och familjen Connaraceae.

## Underarter
Arten delas in i följande underarter:
- C. w. philippinensis
- C. w. winkleri